# 奥马里恩
奥马里·伊斯梅尔·格兰德伯里（英語：Omari Ismael Grandberry），生于1984年11月12日，以其艺名奥马里恩（Omarion）而知名，是美国的节奏布鲁斯歌手、演员、唱片制作人、舞者。他曾是男子乐队B2K的主唱。除了发行专辑以外，他还是MTV的《全美街舞达人》（America's Best Dance Crew）比赛的评委。

## 音乐作品

### 个人专辑
- 2005年：《O》
- 2006年：《21》
- 2010年：《Ollusion》

### 合作专辑
- 2002年：《B2K》 （作为B2K一员）
- 2002年：《Pandemonium!》（作为B2K一员）
- 2007年：《Face Off》  （同鲍沃）

## 影视出演
| 年份 | 片名       | 角色            | 注释 |
| ---- | ---------- | --------------- | ---- |
| 2004 | 热力四射   | David           | 主角 |
| 2004 | 胖子阿伯特 | Reggie          | 主角 |
| 2007 | 感受热浪   | Rob             | 主角 |
| 2007 | 求救       | Darryl Jennings | 主角 |
| 2010 | 小镇反面   | Stash           | 出演 |

## 奖项及提名
- 全美音乐奖
  - 2005年，最受欢迎节奏布鲁斯男艺人（提名）
- 黑人娱乐电视奖
  - 2005年，观众选择奖：《O》（获奖）
  - 2005年，最佳新人（提名
- 有色人种促进协会形象奖
  - 2008年，杰出双人或组合奖 - 同鲍沃 （提名）
  - 2006年，杰出新人（提名）
- 格莱美奖
  - 2006年，最佳节奏布鲁斯专辑：《O》（提名）
- MTV电影奖
  - 2004年，最佳新人突破表演：《热力四射》（提名）
  - 2004年，最佳舞蹈场景：《热力四射》 - 同马奎斯·休斯敦（英语：Marques Houston）（提名）